# Lagoa da Fajã dos Cubres
Lagoa da Fajã dos Cubres ist eine Lagune auf der portugiesischen Azoren-Insel São Jorge. Sie liegt im Kreis Calheta auf einer 34 Hektar großen Küstenebene, der Fajã dos Cubres, die ihre heutige Gestalt durch einen gewaltigen Erdrutsch im Jahre 1757 und anschließende Erosion sowie menschliche Einflüsse erhalten hat.
Der See wurde auf natürliche Weise vollständig durch eine 900 m lange, 30 m breite und mehr als 4,3 m hohe Geröllbarriere vom Meer abgetrennt. Es findet aber ein begrenzter Salzwasseraustausch statt, einerseits dadurch, dass Meerwasser durch die Barriere sickert, was die Höhe des Wasserspiegels mit den Gezeiten um 20 bis 30 mm schwanken lässt, andererseits bei Stürmen auch über die Barriere hinweg. Darüber hinaus wird der See von Grundwasser gespeist. Die Lagune enthält mehrere Inseln, von denen eine den See in Verbindung mit einem 1951 gebauten Damm in zwei Teile teilt, die heute eine sehr unterschiedliche Salinität aufweisen. Der landwärts gerichtete Ostteil enthält Brackwasser mit einem Salzgehalt unter 0,6 %, während das Wasser des Westteils im Mittel 1,5 % Salz an der Oberfläche und 2,6 % am Grund enthält.
Die Ufer der Lagune sind fast überall schwer zugänglich, da diese von einem Gürtel aus Stechender Binse umgeben ist. Lediglich im Osten, wo Weideland sich bis zum See hinzieht, am Beginn des Damms im Süden sowie an der Barriere im Norden ist das Gewässer zu erreichen. Der Ostteil des Sees ist auch in seinem zentralen Teil flach, der Grund von schwarzem, anoxischem Schlamm bedeckt. Im Wasser treiben Matten, die hauptsächlich aus der Grünalge Enteromorpha intestinalis bestehen. In diesem Teil des Gewässers lebt auch der Teichfrosch. Im westlichen Teil, der wesentlich tiefer ist, finden sich im Flachwasserbereich Matten der Grünalge Codium effusum. Direkt unter der unteren Tidelinie erstreckt sich ein breiter Gürtel der Meeres-Salde Ruppia maritima.
Die Lagune stellt ein wichtiges Habitat für einheimische Standvögel wie den Seeregenpfeifer, die Krickente, die Stockente, die Teichralle und die Steppenmöwe sowie für Zugvögel wie den Sanderling, die Mantelmöwe, die Lachmöwe, die Uferschnepfe, den Seidenreiher und den Regenbrachvogel dar. Auch der Steinwälzer, die Rosenseeschwalbe, die Bekassine, der Graureiher, der Große Gelbschenkel, der Grünschenkel und das Blässhuhn wurden hier beobachtet.
Der See liegt im Natura-2000-Gebiet PTJOR0014 („Costa NE e Ponta do Topo – Ilha de S. Jorge“) und im Ramsar-Gebiet 1615 („‚Fajãs‘ of Caldeira and Cubres Lagoons“).

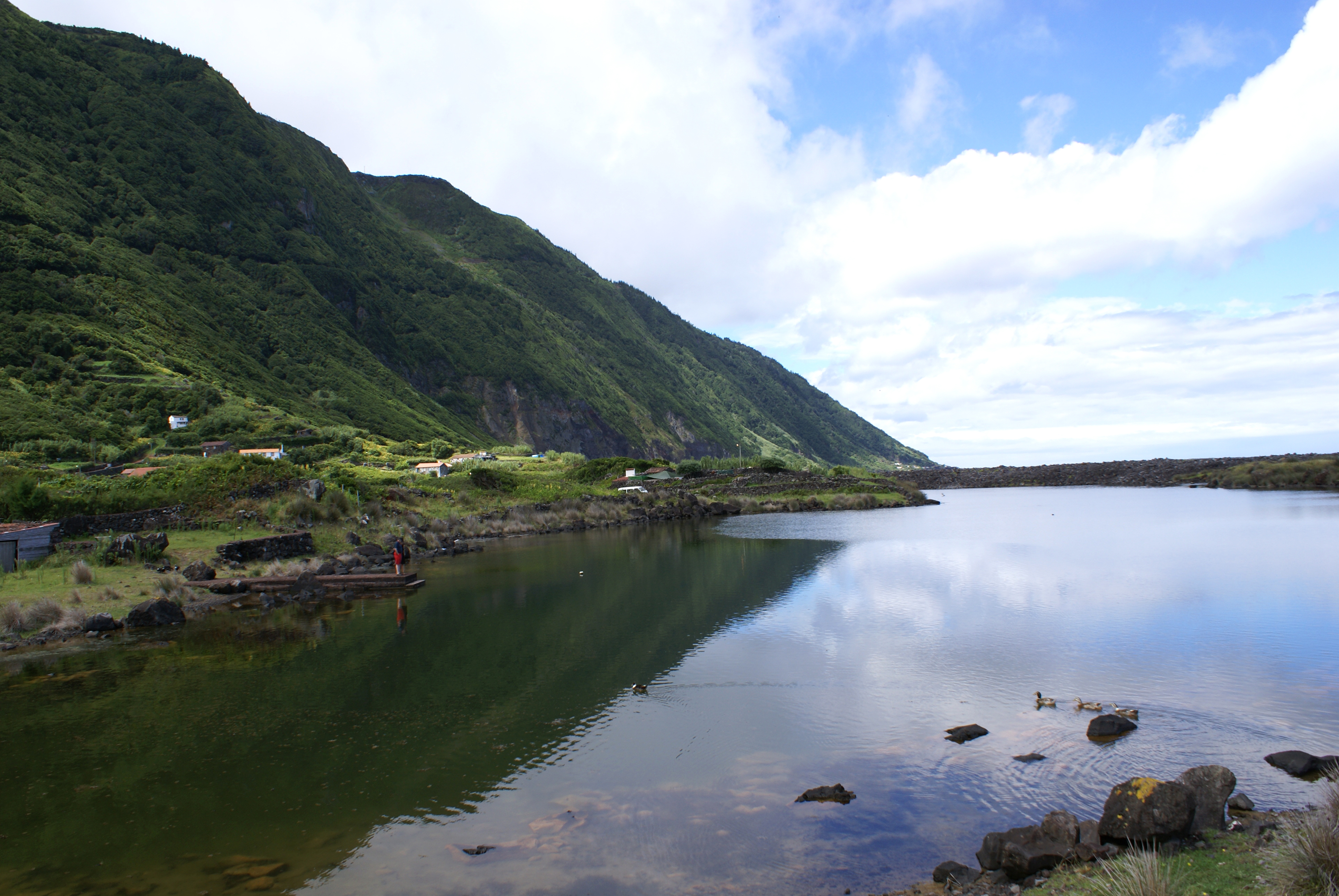
Westlicher Teil
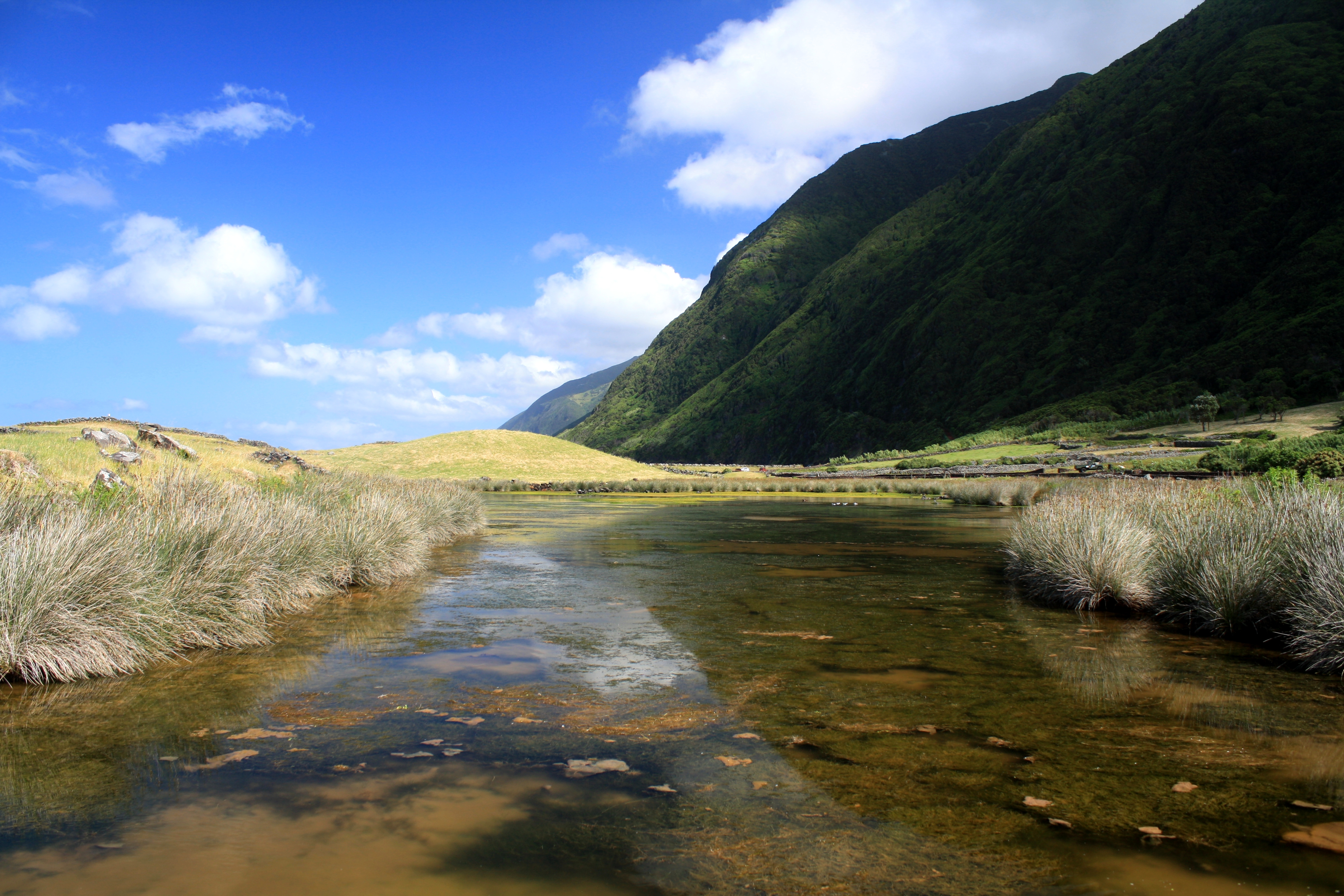
Östlicher Teil
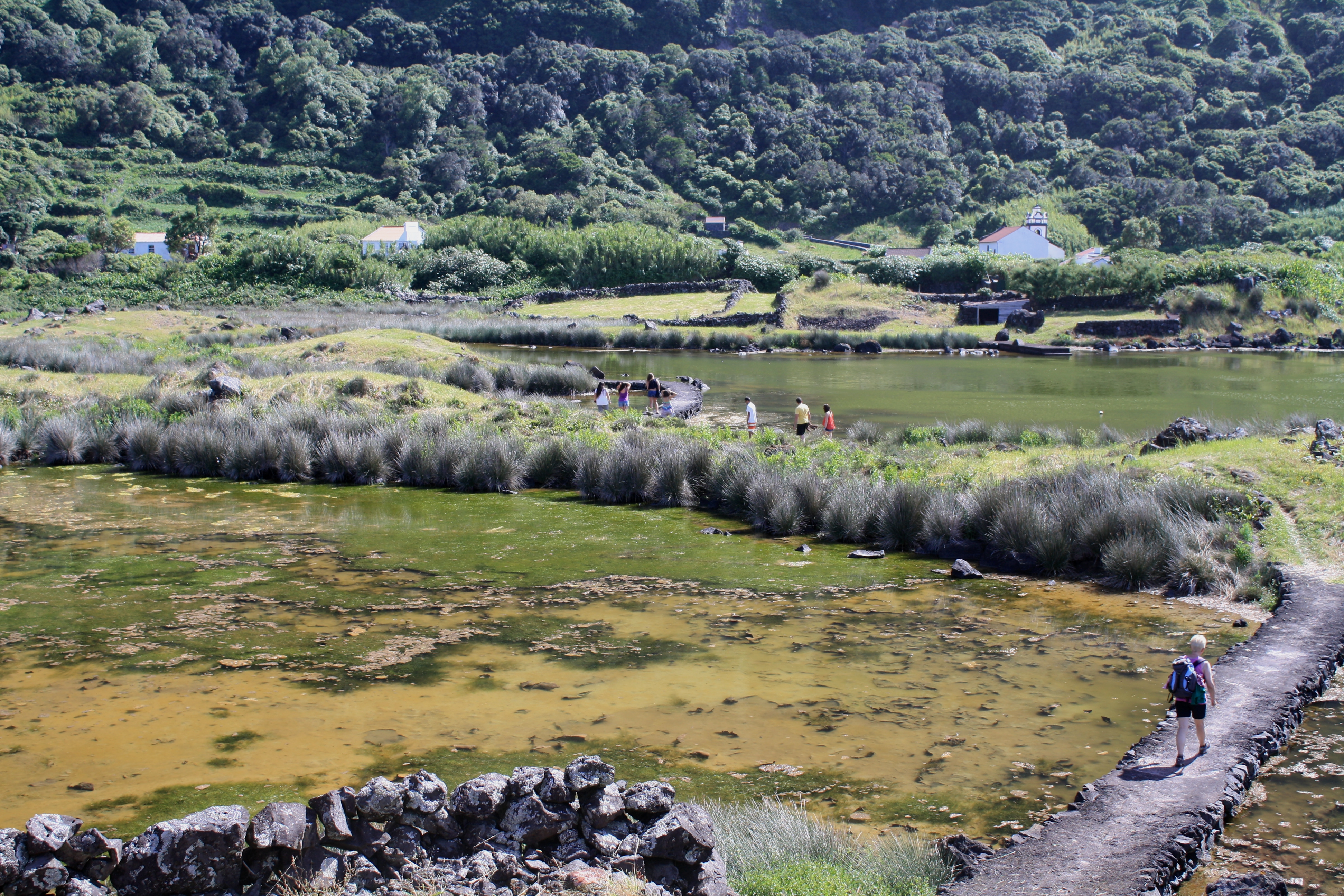
Blick von Norden auf den Damm, der die Lagune teilt